# A-37 Dragonfly
A-37 Dragonfly (укр. «Дре́гонфлай») — американський легкий двомісний штурмовик, розроблений на базі навчального літака T-37 у середині 1960-х років. Активно застосовувався під час війни війни у В'єтнамі, перебував на озброєнні низки держав Латинської Америки (у невеликій кількості використовується досі). У конструкції A-37 відбулося повернення до ідеї штурмовика як добре броньованого літака безпосередньої підтримки військ, що згодом отримала розвиток при створенні штурмовиків Су-25 і A-10.

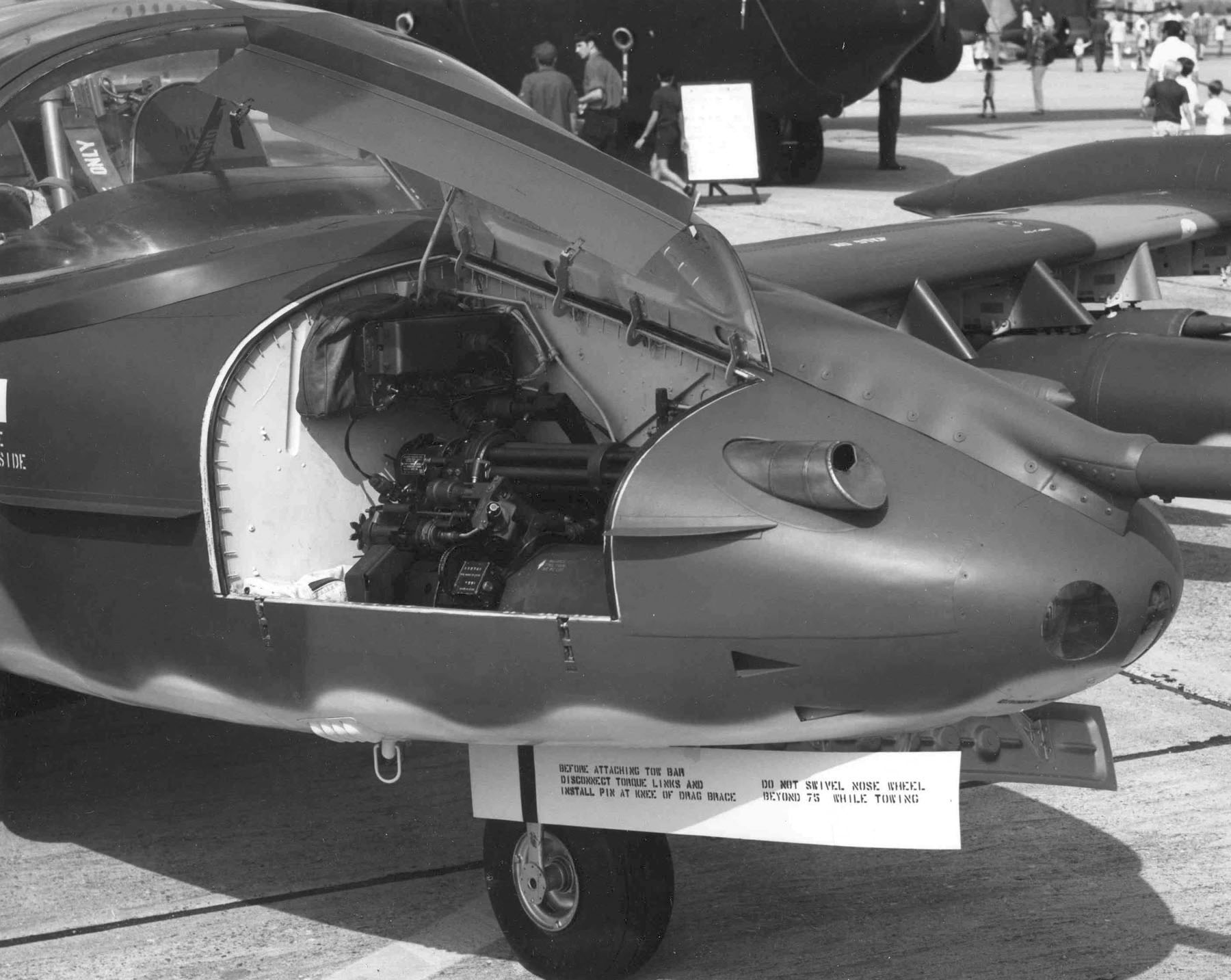
Кулемет M134 Minigun в носовій частині A-37B